# 合肥市第四中学
合肥市第四中学，简称合肥四中，原校区坐落于合肥市庐阳区蒙城路与安庆路交口，历为庐州府学、景贤书院、三贤书院。

## 沿革
1929年，改称安徽省立第六女子中学 。
1956年，改称合肥市第四中学。
2003年，合肥市第四中学被评为安徽省级示范高中。
2009年，合肥市第四中学被并入合肥市第六中学，旧址成为合肥六中府学校区。
2015年，位于滨湖新区的合肥四中新校区开始建设，由合肥市第一中学代为管理，预计于2018年秋季开始招生。 
2021年合肥四中首届毕业生参加高考取得优异成绩